# Kalksteinspinnen
Die Kalksteinspinnen (Titanoecidae) sind eine Familie der Echten Webspinnen aus der Überfamilie der Titanoecoidea. Die Familie umfasst fünf Gattungen und 53 Arten. (Stand: Juni 2016)
Die Systematik ist noch sehr in Bewegung. Weitere Erstbeschreibungen sowie Transferierungen sind vor allem in Südeuropa sehr wahrscheinlich. Ihr Vorkommen in vielen Regionen gilt als unsicher. Vermutlich nicht zuletzt wegen des nur rudimentären Standes der wissenschaftlichen Beschreibungen sind sie nur selten nachgewiesen und in ihrer Ökologie anscheinend unbeschrieben.

## Beschreibung
Kalksteinspinnen sind mittelgroß, gelbbraun über dunkelbraun bis rotbraun, und samtig behaart. Sie weben cribellate Fangnetze in Bodennähe und unter Steinen. Sie werden meist an sonnigen Hängen des Gebirges (Karpaten, Balkan, Alpen; daher der Name) gefunden und scheinen trocken-warme Standorte zu bevorzugen.

## Verbreitung und einheimische Arten

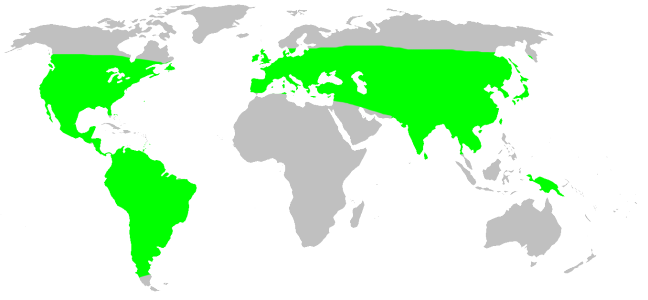
Verbreitungskarte der Kalksteinspinnen

Anuvinda wurde bislang nur in Indien nachgewiesen. Die Gattung Goeldia ist in Mittel- und Südamerika und Pandava von China bis Sri Lanka verbreitet.
Die artenreichste Gattung ist Titanoeca, die von den Finsterspinnen (Amaurobiidae) abgespalten wurde und in ganz Europa und Asien verbreitet ist. In Europa wurden bislang neun Arten dieser Gattung nachgewiesen. Nurscia ist die zweite in Mitteleuropa vorkommende Gattung. Sie ist mit nur zwei Arten vertreten:
- Nurscia albomaculata (Lucas, 1846) – Europa bis Zentralasien
- Nurscia sequerai (Simon, 1892) – Portugal bis Frankreich
- Titanoeca flavicoma L. Koch, 1872 – Paläarktis
- Titanoeca monticola (Simon, 1870) – Portugal, Spanien, Frankreich
- Titanoeca nivalis Simon, 1874 – Holarktis
- Titanoeca praefica (Simon, 1870) – Spanien, Frankreich, Algerien, Russland
- Titanoeca quadriguttata (Hahn, 1833) – Paläarktis
- Titanoeca schineri L. Koch, 1872 – Paläarktis
- Titanoeca spominima (Taczanowski, 1866) – Deutschland, Polen, Schweden
- Titanoeca tristis L. Koch, 1872 – Europa bis Zentralasien
- Titanoeca veteranica Herman, 1879 – Osteuropa bis Zentralasien

## Systematik
Der World Spider Catalog listet für die Kalksteinspinnen aktuell fünf Gattungen und 53 Arten. (Stand: Juni 2016)
- Anuvinda Lehtinen, 1967
  - Anuvinda escheri (Reimoser, 1934)
  - Anuvinda milloti (Hubert, 1973)
- Goeldia Keyserling, 1891
  - Goeldia arnozoi (Mello-Leitão, 1924)
  - Goeldia chinipensis Leech, 1972
  - Goeldia luteipes (Keyserling, 1891)
  - Goeldia mexicana (O. Pickard-Cambridge, 1896)
  - Goeldia nigra (Mello-Leitão, 1917)
  - Goeldia obscura (Keyserling, 1878)
  - Goeldia patellaris (Simon, 1892)
  - Goeldia tizamina (Chamberlin & Ivie, 1938)
  - Goeldia zyngierae Almeida-Silva, Brescovit & Dias, 2009
- Nurscia Simon, 1874
  - Nurscia albofasciata (Strand, 1907)
  - Nurscia albomaculata (Lucas, 1846)
  - Nurscia albosignata Simon, 1874
  - Nurscia sequerai (Simon, 1893)
- Pandava Lehtinen, 1967
  - Pandava andhraca (Patel & Reddy, 1990)
  - Pandava ganesha Almeida-Silva, Griswold & Brescovit, 2010
  - Pandava ganga Almeida-Silva, Griswold & Brescovit, 2010
  - Pandava hunanensis Yin & Bao, 2001
  - Pandava kama Almeida-Silva, Griswold & Brescovit, 2010
  - Pandava laminata (Thorell, 1878)
  - Pandava nathabhaii (Patel & Patel, 1975)
  - Pandava sarasvati Almeida-Silva, Griswold & Brescovit, 2010
  - Pandava shiva Almeida-Silva, Griswold & Brescovit, 2010
- Titanoeca Thorell, 1870
  - Titanoeca altaica Song & Zhou, 1994
  - Titanoeca americana Emerton, 1888
  - Titanoeca asimilis Song & Zhu, 1985
  - Titanoeca brunnea Emerton, 1888
  - Titanoeca caucasica Dunin, 1985
  - Titanoeca eca Marusik, 1995
  - Titanoeca flavicoma L. Koch, 1872
  - Titanoeca guayaquilensis Schmidt, 1971
  - Titanoeca gyirongensis Hu, 2001
  - Titanoeca hispanica Wunderlich, 1995
  - Titanoeca incerta (Nosek, 1905)
  - Titanoeca lehtineni Fet, 1986
  - Titanoeca lianyuanensis Xu, Yin & Bao, 2002
  - Titanoeca liaoningensis Zhu, Gao & Guan, 1993
  - Titanoeca mae Song, Zhang & Zhu, 2002
  - Titanoeca minuta Marusik, 1995
  - Titanoeca monticola (Simon, 1870)
  - Titanoeca nigrella (Chamberlin, 1919)
  - Titanoeca nivalis Simon, 1874
  - Titanoeca palpator Hu & Li, 1987
  - Titanoeca praefica (Simon, 1870)
  - Titanoeca quadriguttata (Hahn, 1833)
  - Titanoeca schineri L. Koch, 1872
  - Titanoeca sharmai (Bastawade, 2008)
  - Titanoeca spominima (Taczanowski, 1866)
  - Titanoeca tristis L. Koch, 1872
  - Titanoeca turkmenia Wunderlich, 1995
  - Titanoeca ukrainica Guryanova, 1992
  - Titanoeca veteranica Herman, 1879